# 路易·艾黎
路易·艾黎（1897年12月2日—1987年12月27日），男，旅居中华人民共和国的新西兰作家、教育家、社会活动家。

## 生平

### 早年生涯
路易·艾黎出生于新西兰南岛坎特伯里区的斯普林菲尔德，父亲是基督城男子高中的校长，母亲曾积极参加女权运动。他的名字“雷维（Rewi）”（后来他到中国后译为中文“路易”）是由他没有孩子的姑母起的，因为姑母非常欣赏当地毛利人运动领袖雷维·马尼亚波托，他从小在一种遵守纪律、艰苦劳动、尊重教育、挑战权威的家庭环境中成长，在基督教男校的成绩中等。
1916年，19岁的艾黎参军，被编入新西兰第二远征军，经过训练后，被派到英国，不久转到法国。1918年8月，因在第一次世界大战中的出色表现，获威尔士亲王勋章。在战场上，艾黎首次近距离接触中国人，与由中国山东农民组成的劳工军团共同参加了在比利时伊普尔阻击德军的伊普尔战役。在一次换防轮休期，艾黎甚至和两名中国军人一起走进酒吧喝了酒。
回国后，他和一位同伙试图在荒山上建立农场，但未成功，但六年的艰苦劳作使他具备了非凡的耐力。
1927年，艾黎经常在当地报纸上读到中国的新闻报道。当时，北伐军正在进行北伐战争，引起帝国主义势力恐慌。艾黎对中国很好奇，决心到中国看一看。他把经营了六年的牧场留给合伙人，自己先乘船到澳大利亚打工两个月，攒足船费后，他办了为期6个月的签证，启程赴中国。
1927年，艾黎第一次来中国，1927年4月21日抵达中国上海十六铺码头。当时正值四一二事件发生，艾黎进入上海市区时，发现马路两侧的电线杆上挂着盛着人头的笼子，这都是被蒋介石屠杀的中国共产党党员和中国国民党左派人士及群众的头颅。在上海，艾黎还发现了许多令他新奇的人和事。艾黎原本只是想参观中国，但却终生留在了中国。他先在上海生活了10年。起初经人介绍，艾黎在上海公共租界工部局消防处找到工作，担任虹口救火会的一名小队长，他努力学习中文，并到陋巷里的工厂和车间检查消防安全。10个月后，因工作出色，艾黎升任消防处队长级的督察。1932年，出任上海公共租界工部局工业科首席工厂视察员。任内经常到各工厂检查，当看到缫丝业童工遭受的令人发指的折磨时，艾黎感到异常痛苦。经过艾黎的奔走，上海公共租界内的缫丝厂开始减轻劳动强度。艾黎和刚来中国的美国医生马海德共同搜集电池厂童工的尿液以开展“铬中毒”研究；艾黎还调查了纱厂工人包身工制、住宿制；艾黎对严重剥削工人并酿成事故的工厂主施压，但工厂主敷衍了事，艾黎也没有办法。他从英国朋友亨利·巴林博士借给他的《资本论》中受到启发，还书时他告诉巴林：“我已经得出了结论，旧的制度必须推翻，我将永远尽力帮助把它推翻。”其间，他和美国籍爱尔兰裔传教士培黎（中文名裴义理）成了好友，从培黎那里吸收了在农村办基础教育的思想。
1929年，艾黎利用假期参加了中国华洋义赈会在绥远的赈灾工作。在开往绥远的火车上，艾黎结识了美国记者埃德加·斯诺，开始了二人延续半个世纪的友谊。1929年整个夏季，艾黎都在绥远的斑疹伤寒患者中工作，发救济粮，修建灌渠，护理病弱的儿童。自绥远回上海不久，一批灾区孤儿被红十字会送至上海，艾黎收养了其中一名14岁男孩，并给男孩起了英文名“阿兰”（后得中文名段士谋）。1931年江淮水災，全國共15萬人淹死，如包含病死、餓死的總死亡數字，有案可查的為422,499人，官方報告考慮漏報情形而估計有200萬人；1932年艾黎利用假期到湖北从事水灾救济工作，为洪湖苏区的水灾灾民运送救济粮。
1932年末，经一位美国朋友介绍，艾黎结识了美国记者史沫特莱，经史沫特莱又结识了宋庆龄、鲁迅、冯雪峰、陈翰笙、黄华等中国左翼人士。艾黎经常与朋友一起阅读马克思主义著作，讨论国际和中国尤其是上海的局势。艾黎切身感受到中国农民的贫穷和国民党政府的腐败，他从原先倾向保守开始变为同情中国共产党。1934年，他参加了第一个国际性的马克思主义学习小组，并同中国共产党建立了联系。艾黎的住所成为不少地下共产党员的活动场所。
1935年底，艾黎奉命在家中架设秘密电台，与长征途中的中国工农红军建立通信联系。艾黎的上海公共租界官员的身份，以及居住在租界内，使他从事革命工作时相对安全。1936年，西安事变前夕，他冒险到山西太原，为中国共产党兑换中国工农红军在陕西缴获的地方钞票。1937年抗日战争全面爆发后，艾黎将养子阿兰（段士谋）送到延安参加了中国共产党领导的革命。

### 工業合作社（工合）运动
1937年，艾黎短暂回国和访问欧洲、美国，同年返回中国。1937年抗日战争全面爆发后，日军占领上海，艾黎和埃德加·斯诺、海伦·斯诺夫妇居住的上海公共租界成为“孤岛”。艾黎和斯诺到“孤岛”外的上海工业区，见到已被炸成废墟的工厂，以及失业成为难民的工人。艾黎和斯诺夫妇讨论后认为，“中国除非发现一个方法，动员劳力资源，以及那种我们能预见到的流动战，建立工业根据地，否则必然是要失败的”。1937年11月，胡愈之、林福裕、斯诺夫妇、艾黎等人在上海发起工业合作社运动，组成了中国工业合作运动设计委员会（艾黎为召集人），起草了《中国工业合作社运动》小册子。《中国工业合作社运动》认为，中国沿海工业已沦陷，后方工业品匮乏，应通过举办工业合作社，发展小型工业或者半机器工业，利用中国大后方的工业资源和工人难民的人力资源，生产日用工业品和军需品。
该计划获得宋庆龄、周恩来和美国驻华大使阿奇博尔德·克拉克·卡尔的支持。卡尔大使专门写了介绍函，将工业合作计划介绍给蒋介石、宋美龄夫妇及国民政府行政院副院长兼财政部部长孔祥熙。蒋介石的顾问端纳见到该计划后，也表赞成。宋美龄表态支持该计划，并表示要说服孔祥熙，宋美龄还想见艾黎。艾黎接到已先期抵达汉口的卡尔大使的消息，立即辞去了上海租界工部局的工作，经香港去汉口。1938年4月，中国工业合作社促进委员会在上海成立。1938年5月，徐新六、斯诺、艾黎等人携带该计划抵达汉口。
到武汉后，艾黎发现孔祥熙的态度仍不冷不热。经济部部长翁文灏表示，“中国需要工业，但不需要合作社工业，中国老百姓是亲共的，把经济大权放在他们手里是不行的。”一些国民党官员认为该计划不可能成功。艾黎四处奔走，获得了中共方面周恩来、秦邦宪、董必武等的支持。在孔祥熙召集的一次工业投资会议上，宋美龄冲进会议室，将艾黎、端纳（蒋介石的顾问）、孔祥熙叫到一间会客室，要求孔祥熙必须尽快为“工合”开绿灯。迫于压力，孔祥熙同意了“工合”的兴办。孔祥熙任中国工业合作协会理事长，艾黎任技术顾问，并代理中国工业合作协会总干事，负责筹备成立中国工业合作协会。1938年8月5日，中国工业合作协会（简称“工合”）在汉口横滨正金银行大楼挂牌成立。理事中有国民党方面的王世杰、张治中、邵力子、杭立武、俞鸿钧，中共方面的林伯渠、董必武、邓颖超，还有民主人士沈钧儒、黄炎培、莫德惠等人。中国工业合作协会直隶行政院。
中国工业合作协会在汉口成立初期，人员很少，经费困难。孔祥熙同意由行政院提供500万元贷款，但迟迟没有兑现。为了保证工作人员工资，并开办首批实验性合作社，艾黎拿出自己从上海公共租界工部局辞职时领得的养老金。斯诺到香港，将宋子文拨给中国工业合作协会的200万元（约合4万美元），以国外筹得贷款的名义汇至汉口，从而让艾黎度过了难关。孔祥熙见“工合”已有外界的援助，并在各地开办起了一些工业合作社，乃不再观望，很快为“工合”提供了贷款。
当时，在武汉的中共中央长江局组织部部长秦邦宪找到艾黎，希望艾黎把武汉的工业通过工业合作社的形式尽量转移到西北农村，以支持八路军。艾黎乃设法将武汉3个棉纺厂及50余个中小工厂迁至西北地区。中国工业合作协会在汉口成立后，举办了第一届“工业合作社”讲习班，有二三十人参加，艾黎授课，1938年8月17日讲习班结束，这批人成为第一批到中国各地开办工业合作社的指导员。第一届讲习班结束后，武汉形势已很紧张，部分“工合”骨干带着经费先期离汉口赴陕西宝鸡成立“工合”办事处。艾黎则与国民党政府协商，将他考察过的部分工厂迁往西北地区，国民党政府最终同意每日派6列火车运送工厂物资至陕西西安。
1938年12月，中国工业合作协会迁到重庆，艾黎也随之离开武汉来到重庆。中国工业合作协会在西北、川康、西南、东南等地区陆续设立工合办事处，下设工合事务所，组建各类工业合作社和联合社。中国工业合作协会在重庆和全国十多个省发展“工合”组织，高峰期在全中国成立了2000多个工业合作社。
1939年，留在香港的宋庆龄、陈翰笙等人在香港发起成立中国工业合作社国际促进委员会，宋庆龄任名誉主席，香港基督教主教何明华任主席，委员有斯诺、艾黎、普律德女士（美国籍人）等，陈翰笙任秘书。1941年2月8日，斯诺在美国《星期六晚邮报》上撰文《中国的突击建设者路易·艾黎》，首次向各国读者介绍艾黎及“工合”，引起了国际反响。
为使工合运动在全中国开展，艾黎在6年间到大半个中国奔走，行程3万公里，援助了20余万失业者和难民。1939年2月，艾黎搭乘印度援华医疗队的车抵达延安，首次见到了毛泽东并谈话，艾黎向毛泽东介绍了工合成立以来的发展情况，毛泽东赞成工合，并鼓励艾黎继续坚持。
1939年初，艾黎自兼工合东南地区办事处主任，东南地区是新四军与国民党军队斗争剧烈的地区。1940年，艾黎应斯诺夫妇邀请，到菲律宾为“工合”特别是新四军地区的“工合”工作筹资。其后，与原美国海军情报官员、美国促进中国工合委员会代表埃文斯·卡尔逊两度访问新四军地区，曾在皖南新四军军部与刘少奇会谈。太平洋战争爆发后，卡尔逊上书美国总统罗斯福并获批准，组建了美国海军陆战队突击营，卡尔逊的儿子和罗斯福的儿子都参加了。这支部队以“工合”为训练口号，运用八路军式的游击战术，在马金岛和瓜达尔卡纳尔岛大败日军。后来“工合”这个词擴大為美式英語中的俗語。
1938年到1942年，是工合运动大发展时期，经过艾黎等人努力，中国各地的工合组织从1938年的69个发展到1942年的1590个，月产值达到2400多万元。工合产品供应军需和民用，即打破了日本的封锁，又堵截了日货的倾销。抗日战争期间，中国工业合作社国际促进委员会募集到世界各地捐款500万美元。
1939年3月，艾黎自宝鸡的中国工业合作协会西北办事处来到陕西凤县，成立中国工业合作协会双石铺事务所。在柏家坪打了两孔窑洞住下，领导“工合”运动。先后成立机器、造纸、纺织、制革、供销等17个工业合作社，并在嘉陵江边安装了水力发电机，使双石铺首次用上电灯照明。后来，艾黎又在双石铺建立了“工合”小学及附属幼稚园、招待所、黄牛铺通讯处及“工合”医院。1939年5月，孔祥熙自重庆发来命令，要求艾黎停止组织工业合作社的工作。
1941年以后，由于“工合”运动在国外的宣传和介绍，国外捐款大量增加。1944年，“工合”运动总体上衰落。

### 培黎工艺学校
1940年，艾黎在陕西双石铺（今陕西凤县）创办“培黎工艺学校”，“培黎”是为纪念艾黎的恩师、传教士培黎，也是取为黎明而培养之意。该校为合作社徒工及逃难的工农子弟开设。学校开在凤县双石铺镇柏家坪村西的山坡上，艾黎利用三间旧房子建了学校，自己也住在这里。学校有十多名学生，由一名校长负责。但因条件很艰苦，1941年一年内先后有八任校长弃职。第九任校长就是1942年上任的乔治·霍格（中文名为“何克”，中国工业合作协会西北办事处秘书兼视察员）。学校创办初期，校长何克用延安的革命精神及八路军的作风来管理学校。何克到任后，陆续招收60多名贫苦和战争难民子弟入学，他用嘉陵江的水作动力，兴建纺织厂、机械厂，亲自率领学生和工人一起工作。
艾黎因被国民党定为亲共危险分子，在双石铺受到了很大的政治压力。1942年9月21日，重庆国民政府发电报到双石铺通知艾黎，行政院决定终止艾黎在中国工业合作协会技术顾问的职务。艾黎由此被赶出中国工业合作协会总部。1943年8月19日，陕西省政府向凤县发出密令：“外侨艾利（黎）行迹诡秘，即交由新镇长秘密监视，并电中央设法调离该地。”培黎学校的学生也被地方当局勒令参加国民党的三民主义青年团。
1941年春，在宝鸡的中国工业合作协会西北办事处内部，掀起了排挤打击亲中共人士的潮流，中共党员受到搜查缉捕。当时聂长林也在中国工业合作协会西北办事处从事中共地下工作。中共党组织得知聂长林已被列入缉捕名单，乃决定将他调离宝鸡，先到中条山木炭合作社暂避，待机经洛阳去晋东南。聂长林连夜离家。三个月后，聂长林在洛阳等待过黄河证件，准备渡河到中共的晋东南抗日根据地时，遇到从晋东南抗日根据地刚回来的何克。何克答应关照聂长林留在宝鸡的家人：四个男孩及聂长林的妻子。回到宝鸡后，何克便将其中两个较大的男孩聂广淳、聂广涵带回双石铺，成为培黎学校早期学生。两个较小的男孩聂广涛、聂广沛留在母亲身边。不久母亲（即聂长林的妻子）在宝鸡病逝，聂广涛、聂广沛被送到宝鸡孤儿院。后来在1942年初冬，艾黎将聂广涛、聂广沛带到双石铺，与艾黎、何克共同生活。
1944年初，日军发动豫西战役，逼近潼关，双石铺受到威胁。何克率60多名中国学生从双石铺出发，翻山越岭2000余公里，到达甘肃山丹县，培黎学校迁至此处，成为山丹培黎学校，1945年搬迁完成。1945年，30岁的何克因破伤风逝世。在山丹培黎学校，艾黎度过了将近10年，潜心教育。培黎学校迁到山丹后，常和聂广涛、聂广沛一起活动的小伙伴还有张维善、房元德。后来报刊上常见的艾黎同四个孩子，就是指这四个人。
1949年下半年，军阀马步芳的军队拟定了杀害培黎学校60多名学生骨干及包括艾黎在内的若干教师的名单，1000余名士兵驻扎在培黎学校周围，准备在撤离前炸毁学校。艾黎一边安排学校的正常学习和生产活动，一边暗中组织学生转移物资，疏散学生。正当马步芳的军队拉来两卡车炸药，准备破坏的时候，中国人民解放军从青海经扁都口开来，攻占了山丹县。
艾黎立即组织培黎学校师生将已拆掉的汽车连夜装好，取出埋藏在矿井中的汽油，派出14辆卡车及运输组全体同学支援中国人民解放军解放玉门、大马营。同时，中国人民解放军伤员也被送到培黎学校医院治疗。培黎学校还将缝制的500套皮大衣送给中国人民解放军。中国人民解放军西北野战军司令员兼政委彭德怀邀艾黎到酒泉会面，赞扬了培黎学校的成绩及该校对解放军西进的支持。1953年，山丹培黎学校迁至兰州市安宁区，更名为兰州培黎石油学校，2006年升格为本科院校并更名为兰州城市学院，今安宁区辖下仍有培黎街道。

### 共和国时期

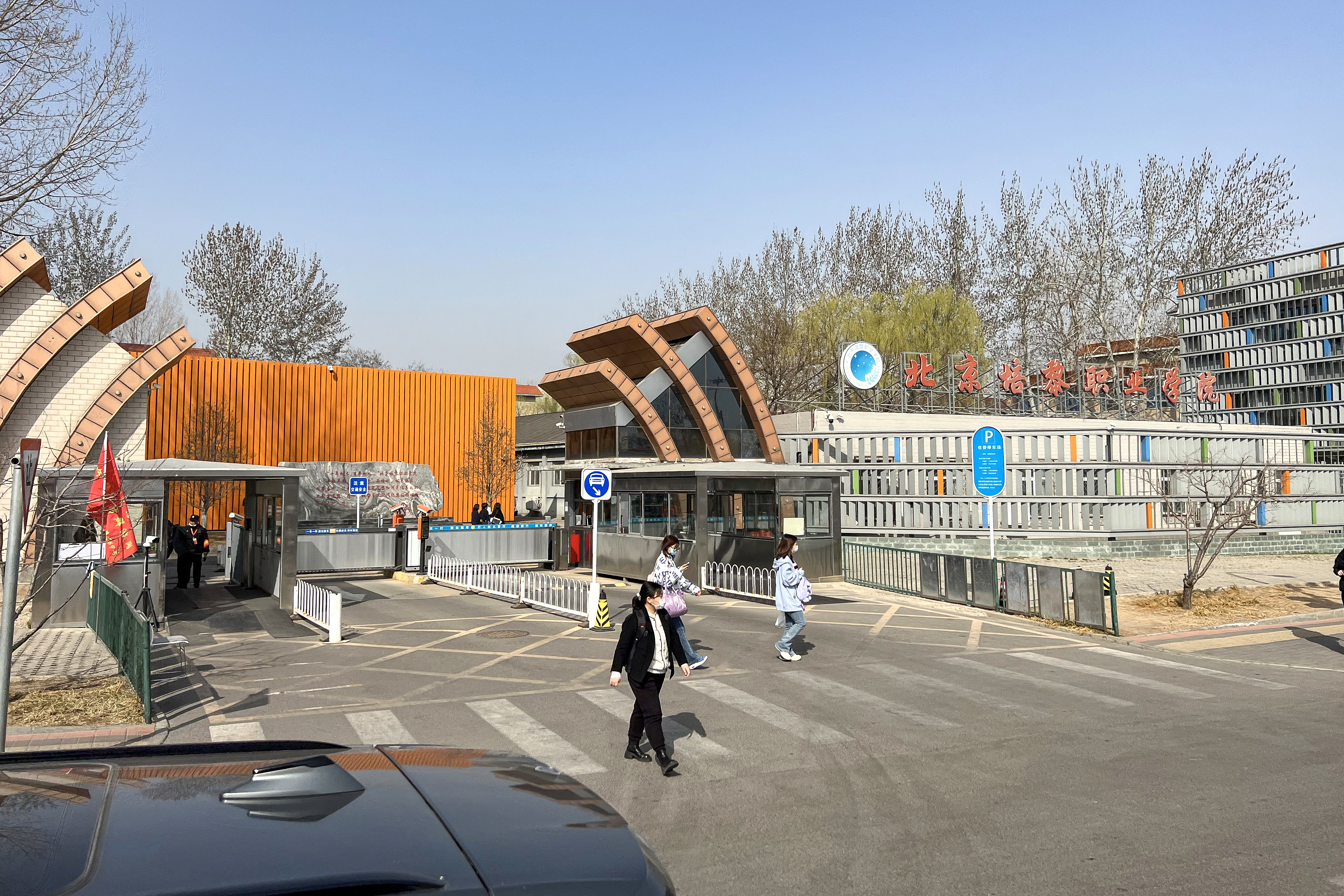
1983年由路易·艾黎发起的北京培黎职业学院

1951年初，艾黎从山丹出发，到北京参加中华人民共和国成立后工合组织第一次全国会议。不久，山丹培黎学校由人民政府接管，外籍教师陆续离开。艾黎决定留在中国。他开始在日记中记下对中华人民共和国的见识。1952年，这些日记由上海《密勒氏评论报》出版，即艾黎在中国出版的第一本书《有办法》。这本英文著作先后在新西兰再版三次，产生广泛影响。艾黎很快又写出《人民有力量》、《山丹》、《中国的故事》等著作。
1952年，艾黎拒绝了印度总理尼赫鲁对他到印度发展乡村合作社的邀请，于1953年秋从山丹迁居北京。此后他不时到中国各地视察，作为联合国安理会、亚太和平联络委员会和其他世界和平类组织的代表，到世界各地如平壤、哈瓦那、斯德哥尔摩、雅加达等访问，出席各种和平会议并发言。
这一期间，他开始写作，在新西兰和中国出版了53部书，并翻译出版了许多中国古代著作。主要著作诗集《工合》（1948）、《山丹笔记之页》（1950）、《充满生气的北京的片断》（1955）、《今日中国》（1957）；散文《京戏》（1953）、《外蒙古之行》（1957）、《洪湖精神》（1966），论著《中国：古代瓷窑和现代陶瓷》（与加纳西合著）等。
“文革”爆发后，艾黎受到冲击。当时大字报贴到了艾黎所在的中国人民对外友好协会的院子里，但艾黎仍坚持不离开中国，他认为自己走了，就没人证明培黎学校的学生们的清白，因为当时培黎学校差点被定为间谍、特务学校，学校学生有被逮捕的危险。1968年8月31日，宋庆龄得知他的处境后，写来一份证明信。
1972年，新西兰和中华人民共和国建立大使级外交关系。艾黎在1960年、1965年和1971年多次回到新西兰，为此做出不小的努力。1972年惠灵顿维多利亚大学授予他名誉文学博士。
1977年12月2日，艾黎80岁生日，中国人民对外友好协会在人民大会堂为艾黎举办宴会，庆祝艾黎来华工作50周年，邓小平代表中共中央、中国政府和中国人民向路易·艾黎表示祝贺，尊称他为“中国人民的老战士、老朋友、老战友”。1982年，邓颖超为艾黎85岁寿辰举办寿宴。1986年，习仲勋为艾黎89岁寿辰举办寿宴。1980年5月，艾黎在重庆时生病，邓小平得知后要中国人民对外友好协会派人把艾黎接回北京，但艾黎表示邓小平日理万机，不应为自己的事打扰他，因此当时没有回北京。1982年3月，艾黎又因病住院，胡耀邦亲自到北京协和医院探望。
1982年，在与卢广绵等人商议后，艾黎致信邓小平，要求恢复工合。1983年恢复成立中国工业合作协会，艾黎与在北京的“工合人”齐集全国政协礼堂参加了成立大会。工合恢复后，1983年5月在北京建立了民办大学“民办人民科学文化大学”（1984年7月更名为培黎职业大学，1988年11月更名为北京培黎职业大学，2004年4月改为北京培黎职业学院），1985年5月28日艾黎和第一位外国裔中华人民共和国公民马海德任名誉校长。不久，甘肃省山丹培黎学校也恢复了。1987年，中国工合国际委员会恢复成立。
中华人民共和国成立后，和四个儿子失散多年的聂长林通过中共党组织找到了孩子们，要求他们回家乡中国东北，艾黎乃送他们回家乡与聂长林团圆。后来，老二聂广涵、老四聂广沛都在北京工作。在艾黎晚年时，他们常在周末带着孩子去看望艾黎，老四聂广沛还被破格批准照顾艾黎的起居。
1982年，北京市授予艾黎“北京市名誉市民”称号。同年被新西兰政府授予“英国女王社会服务勋章”。1985年，甘肃省人民政府授予其“荣誉公民”称号。1987年4月21日，中国人民对外友好协会举办庆祝艾黎来华60周年活动，出版《艾黎自传》中文版。1987年12月2日，举办了艾黎90寿辰庆祝。赵紫阳、李鹏到艾黎寓所为他祝贺90岁寿辰。新西兰总理亲自公开祝贺艾黎90寿辰。1987年12月27日，他因脑血栓并发心功能衰竭在北京逝世，享年90岁。根据他的遗嘱，骨灰一半撒在山丹培黎学校原先的农场四坝滩，一半安放在山丹的墓地艾黎与何柯陵园。邓小平为艾黎的墓碑题写了“伟大的国际主义战士永垂不朽”。
艾黎未留下任何遗产，他将自己收藏的文物全部捐给了山丹县。艾黎在遗嘱中表示：“希望将我的藏书放在一起，存于某个图书馆，以便得到使用”。1992年12月2日，中国人民对外友好协会将路易·艾黎的藏书转赠中国人民大学图书馆，中国人民大学成立了路易·艾黎纪念室。

## 家庭
艾黎终生未婚。安-玛丽·布拉迪在她的《中国的朋友》（Friend of China）一书中宣称艾黎是一位同性恋者。曾经根据艾黎的生平而创作过一部歌剧的作曲家杰克·博迪认为这个判断非常有可能是真的，并认为性倾向对于去理解艾黎的个性及人生选择是非常重要的。
艾黎收养过许多中国孩子。
- 养子：阿兰（段士谋），在上海收养[12]
- 养子：迈克（黎雪），在上海收养[12]
- 养子：聂广淳[12]
- 养子：聂广涵[12]
- 养子：聂广涛[12]
- 养子：聂广沛[12]

## 纪念

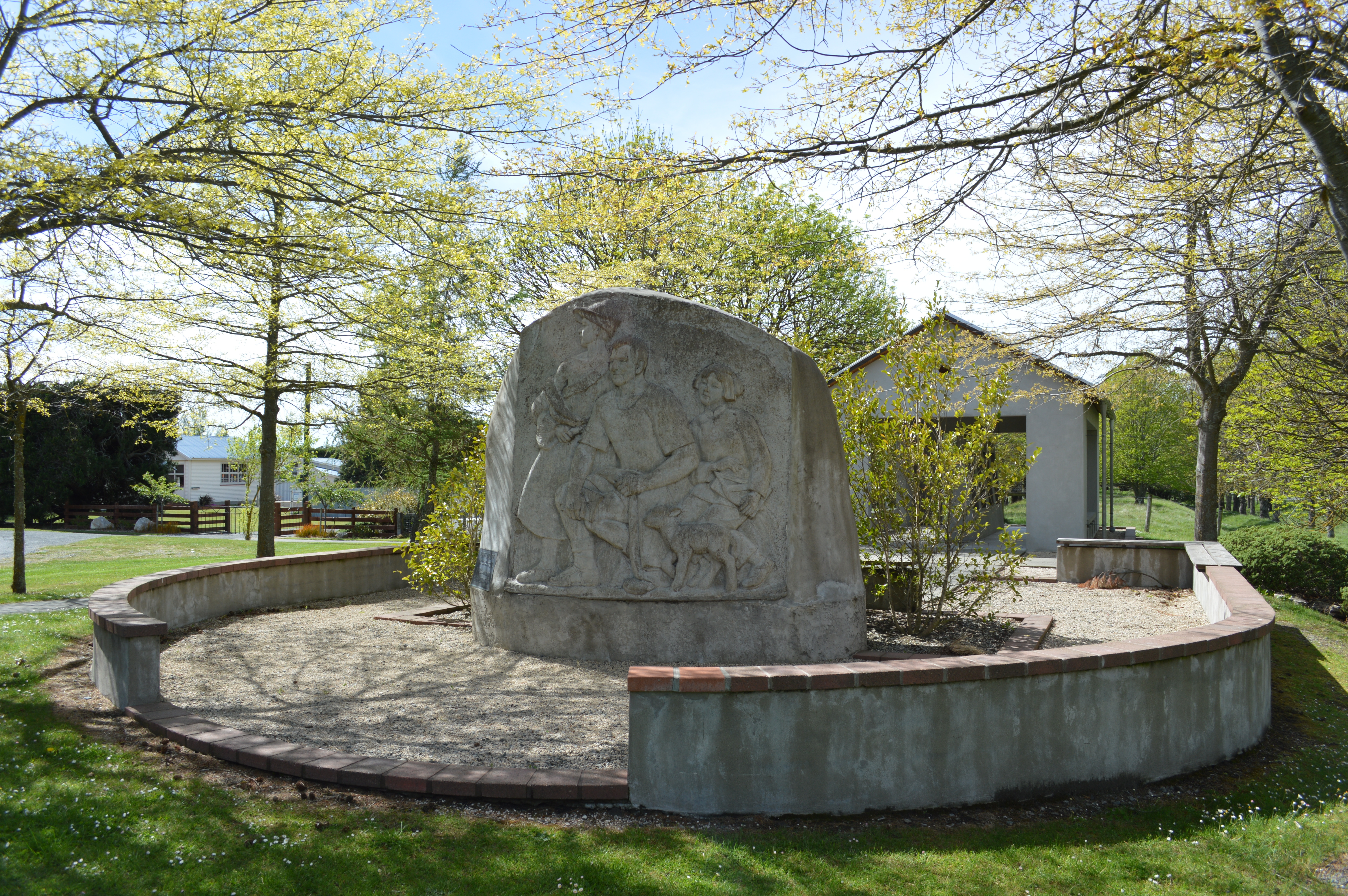
新西兰斯普林菲尔德的路易·艾黎纪念碑

- 上海路易·艾黎故居：上海市愚园路1315弄4号，1932年到1938年间路易·艾黎在上海的寓所。是一幢砖木水泥结构三层西式楼房，室外有扶梯直达二层居室。路易·艾黎居住期间，底楼前是会客室和餐厅，后为厨房等等辅助用房，当中还有间工作室，内有一台车床和一些工具，底楼沿着弄堂有汽车库，房前有小花园。中华人民共和国成立后，上海市有关部门原样保存了路易·艾黎故居。1989年春，上海市人民政府为路易·艾黎故居举行勒石纪念仪式。1992年，经上海市人民政府批准，路易·艾黎故居被列为名人故居、纪念地点。后成为上海市文物保护单位[2]。
- 北京路易·艾黎故居：北京市台基厂大街1号（意大利使馆旧址，全国重点文物保护单位），是许多新西兰人访问的地方。
- 凤县艾黎旧居：陕西省凤县双石铺镇柏家坪村，1939年3月到1944年4月间路易·艾黎在凤县的居所，是两孔简陋的窑洞，内有当年的桌椅、煤油灯等。为凤县文物保护单位[17][18][2]。
- 洪湖路易·艾黎旧居纪念馆：湖北省洪湖市新堤办事处解放街，湖北省文物保护单位。1932年春，为救济湘鄂西苏区水灾灾民，路易·艾黎运送救灾物资来到洪湖，居住在新堤市“湘鄂西联县政府交通部特别支队联络处的小楼内。1963年4月，路易·艾黎第二次访问洪湖，参观了革命旧址，为博物馆题词，并开始撰写长篇著作《洪湖精神》。1978年10月，路易·艾黎第三次访问洪湖，为贺龙在中国革命史上的地位获得重新确立表示高兴。1981年4月，因为洪湖一部分地区分洪受灾，路易·艾黎第四次访问洪湖。1983年11月，路易·艾黎第五次访问洪湖，参观了原湘鄂西苏区首府洪湖瞿家湾以及湘鄂西苏区烈士纪念馆并题词，撰写了“洪湖精神”诗歌[19]。
- 路易·艾黎纪念碑（Rewi Alley Memorial）：新西兰斯普林菲尔德
- 艾黎大道：甘肃省山丹县[20]
- 艾黎国际酒店：甘肃省山丹县[20]
- 艾黎捐赠文物陈列馆：甘肃省山丹县。晚年艾黎将收藏的近4000件文物捐赠给山丹县。山丹县为此于1982年建成艾黎捐赠文物陈列馆，占地面积1万平方米。到2010年代，该馆有馆藏文物5300件，艾黎的捐赠约占其中的75%[14]。
- 培黎图书馆：甘肃省山丹县，1984年经艾黎努力建成。艾黎说是为纪念乔治·霍格，艾黎为该馆捐赠2400多册新书[14]。
- 培黎广场：甘肃省兰州市安宁区，周边有西北师范大学、兰州交通大学、中共甘肃省委党校、甘肃政法学院、甘肃农业大学、经济管理干部学院、兰州城市学院等数十所大中专院校。培黎广场上有被孩子们簇拥的路易·艾黎的石雕像[2]。
- 艾黎与何柯陵园：甘肃省山丹县